# ジョスラン
ジョスラン （Josselin、ブルトン語:Josilin）は、フランス、ブルターニュ地域圏、モルビアン県のコミューン。
丘の中腹にスレート屋根の中世の家々が広がり、ロアン城が穏やかにウスト川に映る、ジョスランは絵のような光景を見せる。ガロ語圏とブルトン語圏の境界線上にあり、かつてのポルオエ子爵領の中心地である。レンヌからロリアン間の高速道路途上、ナント・ア・ブレスト運河沿いにある。

## 歴史

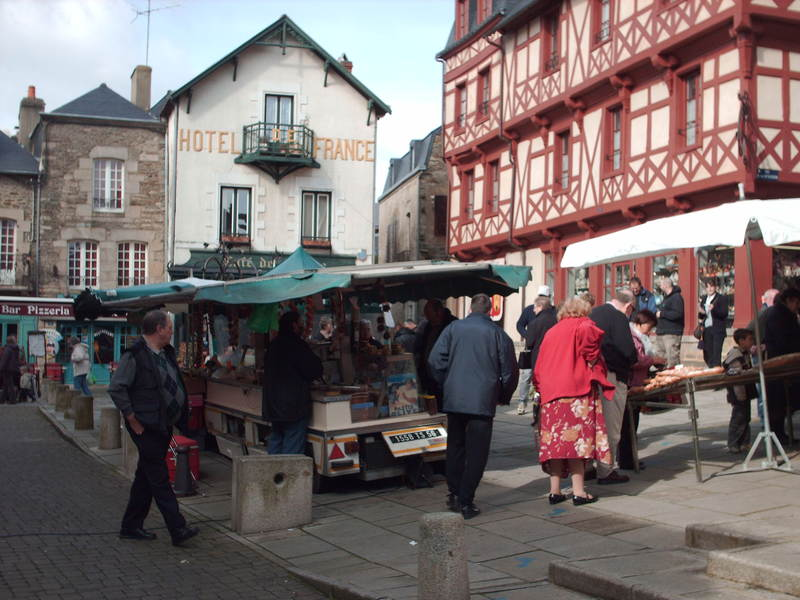
古い町並みと朝市

この小さなまちの特徴は観光というよりむしろロアン公爵の居城であったロアン城にある。最初はロアン城に9つの塔があったが、現在はたった4つしかない。城は1629年にリシュリュー枢機卿によって一部が壊されている。
ジョスランとプロエルメルの中間にある場所は、ブルターニュ継承戦争中の30人の戦いの舞台である。

## 史跡
- ノートルダム・デュ・ロンシエ教会 - 12世紀後半に建てられたが数度の拡張と修復が行われている。オリヴィエ・ド・クリッソンと妻マルグリット・ド・ロアンの横臥像を収める。
- 処女の泉 - 奇跡の泉の名称で知られる。

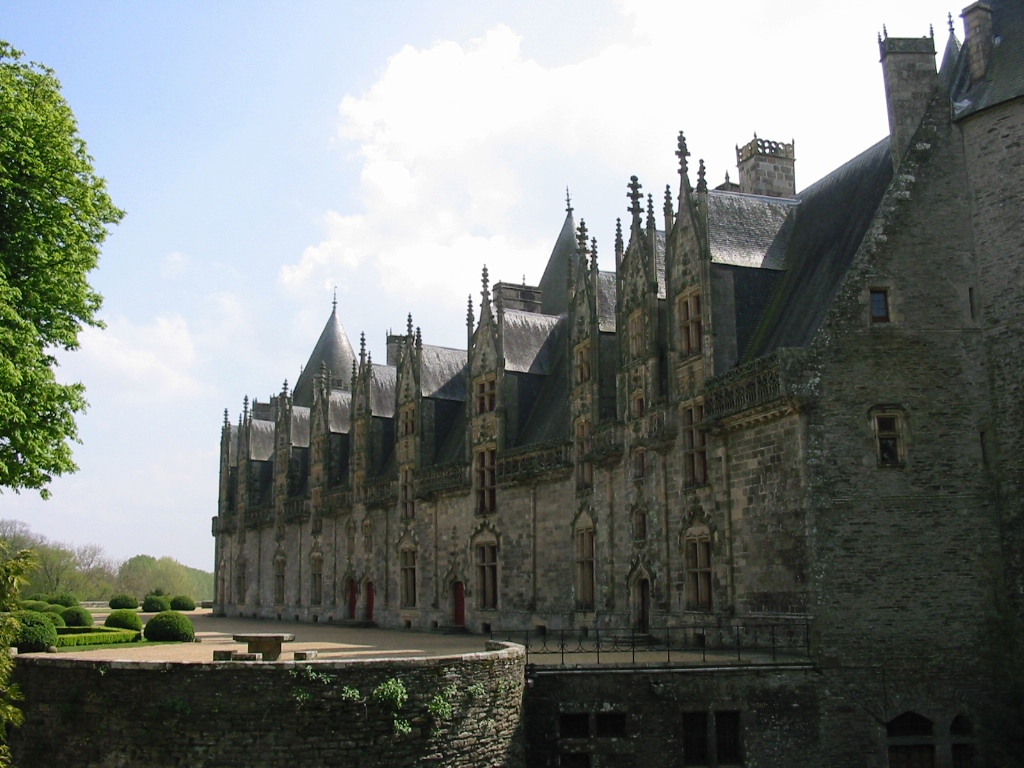
ジョスラン城
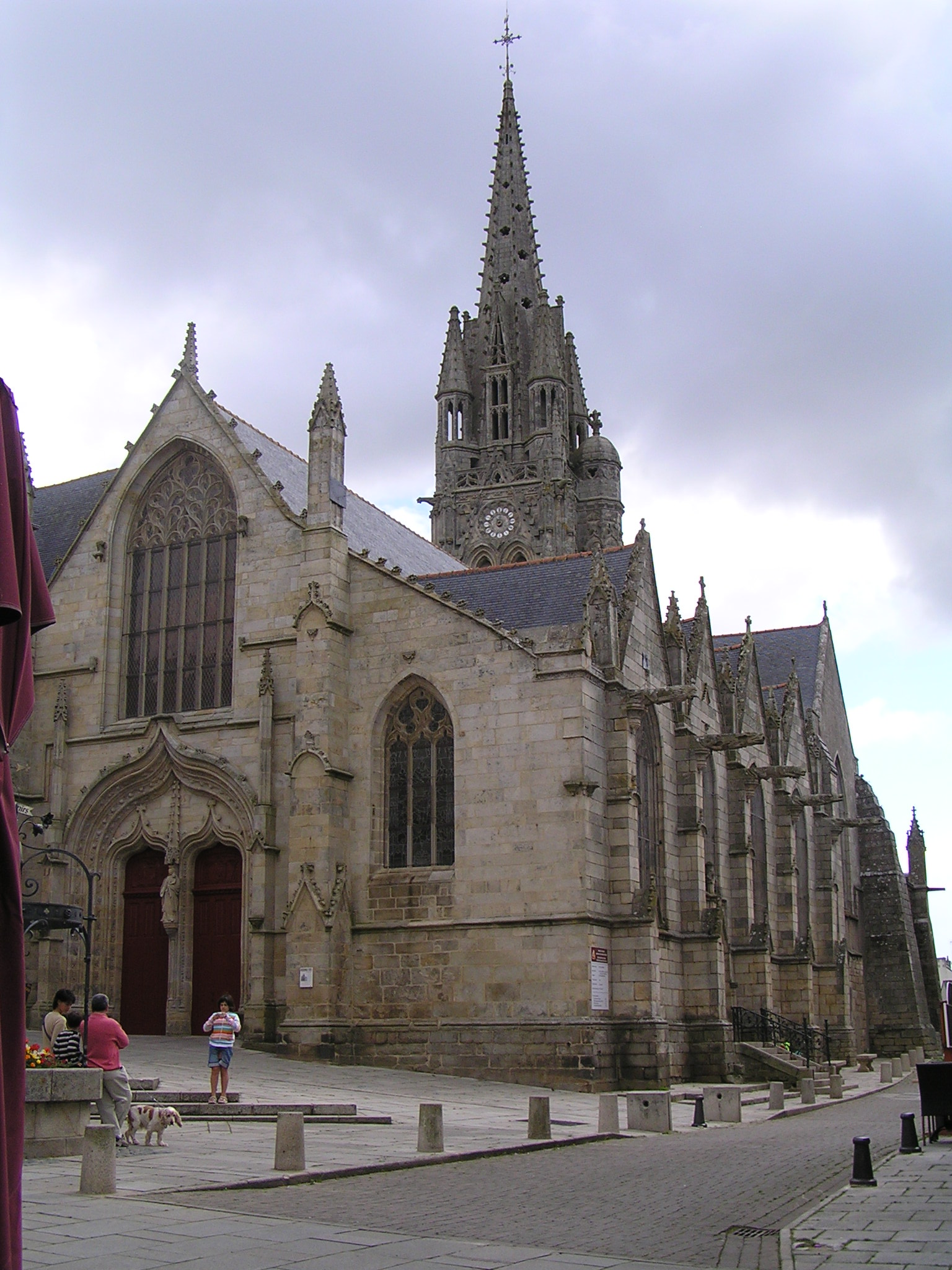
ノートルダム・デュ・ロンシエ教会
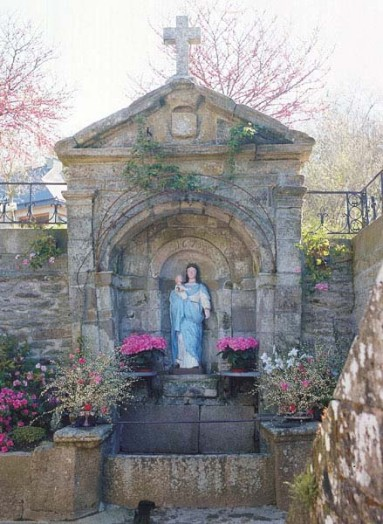
処女の泉

## 人口統計
| 1962年 | 1968年 | 1975年 | 1982年 | 1990年 | 1999年 | 2006年 |
| ------ | ------ | ------ | ------ | ------ | ------ | ------ |
| 2231   | 2283   | 2611   | 2548   | 2338   | 2419   | 2582   |

## 教育
2007年秋、ジョスランの児童の17.1%がブルトン語との二言語学校に在籍していた。

## ゆかりの人物
- オリヴィエ・ド・クリッソン
- ジョスラン・ド・ロアン（fr） - 第14代ロアン公爵。ジョスランの元首長。現在はモルビアン県選出の元老院議員

## 姉妹都市
- アルツァイ、ドイツ
- キブロン、フランス